# Carrie (canção)
"Carrie" é uma canção da banda sueca de rock Europe, lançado como single em 1987. Foi o terceiro single lançado internacionalmente do álbum The Final Countdown, chegando a #3 na Billboard Hot 100, se tornando uma balada popular na America. No entanto na Europa não teve muito sucesso, visto que ficou muito atras de The Final Countdown e Rock the Night, que ficaram no top 10 charts de muitos países europeus.
A canção foi co-escrita pelo vocalista Joey Tempest e pelo tecladista Mic Michaeli em 1985. Uma versão inicial da canção, que consistiu de apenas teclados e vocais, foi lançada em uma turnê na Suécia no mesmo ano. A versão demo era similar, mas a versão final incluída no álbum The Final Countdown incluiu toda a banda tocando.

## Posições nas paradas
| Ano  | Lista                  | Pico | Ref.   |
| ---- | ---------------------- | ---- | ------ |
| 1987 | Billboard Hot 100      | 3    | [ 1 ]  |
| 1987 | Canadian Singles Chart | 9    | [ 2 ]  |
| 1987 | Irish Singles Chart    | 10   | [ 3 ]  |
| 1987 | Swiss Singles Chart    | 10   | [ 4 ]  |
| 1987 | French Singles Chart   | 11   | [ 5 ]  |
| 1987 | Italian Singles Chart  | 11   | [ 6 ]  |
| 1987 | Dutch Top 40           | 14   | [ 7 ]  |
| 1987 | Austrian Singles Chart | 15   | [ 8 ]  |
| 1987 | German Singles Chart   | 22   | [ 9 ]  |
| 1987 | UK Singles Chart       | 22   | [ 10 ] |
| 1987 | Mainstream Rock Tracks | 35   | [ 1 ]  |